# مايكل ليج
مايكل ليج (بالإنجليزية: Michael Legge) هو ممثل بريطاني، ولد في 11 ديسمبر 1978 في المملكة المتحدة.

## وصلات خارجية
- مايكل ليج على موقع IMDb (الإنجليزية)
- مايكل ليج على موقع قاعدة بيانات الفيلم (الإنجليزية)